# Larsen Thompson
Larsen Thompson (Thousand Oaks, 19 november 2000) is een Amerikaans actrice, model en danseres.

## Vroegere leven
Thompson begon op vierjarige leeftijd met dansen. Vanaf negenjarige leeftijd volgde ze danslessen in hiphop, moderne dans en ballet. Thompson begon op twaalfjarige leeftijd met dansen op Internationale conventies.

## Biografie
Thompson tekende in 2013 een contract bij het talentenbureau Zuri Models. Hierdoor mocht ze optreden in shows als America's Got Talent, de Disney Awards in Florida, de Teen Choice Awards in 2013 met Christina Aguilera en Pitbull, The Fresh Beat Band, The Voice, en X-factor.
Thompson had haar doorbraak toen jaar gechoreografeerde video "IDFWU" viraal ging en 6 miljoen keer werd bekeken. Hetzelfde jaar ging ook Thompsons gechoreografeerde YouTube video "Run the World" viraal met meer dan 8 miljoenen views. Ook verscheen ze in de muziekvideos van "The Greatest" van Sia en "American Money" van Børns in 2016. In 2017 verscheen Thompson ook in de officiële dansvideo van "Beautiful Trauma" van P!nk, en in de muziekvideo van "Chained to the Rhythm" van Katy Perry.
Thompson werkte in 2018 samen met modeontwerper Marc Jacobs voor de geur Friends of Daisy. Ook maakte Thompson in de film "Bloodline" met Seann William Scott van Blum House Productions haar filmdebuut in september 2018. 
Thompson heeft model gestaan voor merken als Fendi, Target Corporation, Puma, Gap en Hollister Co..
Als achtergrondzangeres heeft ze voor artiesten als Børns, Christina Aguilera, Janet Jackson, Katy Perry, P!nk, Sia en Silento opgetreden. Ze trad op bij Jackson tijdens haar Unbreakable Tour in Zuid-Californië evenals in commercials van Macy's en in de Troll's film met Betsey Johnson voor Vogue Italia x Gucci.

## Privé
Thompson had sinds 2016 een relatie met The Summer I Turned Pretty acteur Gavin Casalegno. In 2022 ging het koppel volgens bronnen rondom het koppel in goed overleg uit elkaar.

## Filmografie

### Film en Televisie
| Jaar | Titel                                  | Rol         | Opmerkingen                           |
| ---- | -------------------------------------- | ----------- | ------------------------------------- |
| 2010 | I Am                                   | Dochter     |                                       |
| 2011 | The Fresh Beat Band                    | Danser      | Aflevering: "Keeping It Green"        |
| 2013 | Shake It Up                            | Danser      | Aflevering: "Opposites Attract It Up" |
| 2015 | Love Is Blindness                      | Tiener      | Kore film                             |
| 2016 | Desierto Y Larson                      | Larsen      | Korte film                            |
| 2018 | Bloodline                              | Kelly       |                                       |
| 2019 | Boléro                                 | Maya        | Korte film                            |
| 2020 | The SpongeBob Movie: Sponge on the Run | Danser      |                                       |
| 2020 | Pearl                                  | Pearl       |                                       |
| 2022 | The Midnight Club                      | Julia Jayne | 2 afl.                                |
| 2023 | American Cherry                        | Sasha       |                                       |
| 2024 | Tarot                                  | Elise       |                                       |

### Muziekvideo's
| Jaar | Titel              | Artiest | Rol       | Ref(s) |
| ---- | ------------------ | ------- | --------- | ------ |
| 2016 | "The Greatest"     | Sia     | Danseres  | [ 17 ] |
| 2017 | "Beautiful Trauma" | P!nk    | Beautiful | [ 18 ] |